# Roberto Barbon
Roberto Barbon (Addis Abeba, 7 luglio 1938) è un astronomo italiano.
Ha lavorato all'Osservatorio astrofisico di Asiago, gestito dall'Università di Padova ove Barbon è stato professore ordinario presso il dipartimento di astronomia.
Barbon si occupava in particolare dello studio delle supernove e di ammassi aperti.
È membro dell'Unione Astronomica Internazionale (IAU):
in particolare ha partecipato ai lavori della divisione VIII, commissione 28 Galassie
.
Ha scoperto la cometa non periodica C/1966 P2 Barbon.